# AC45

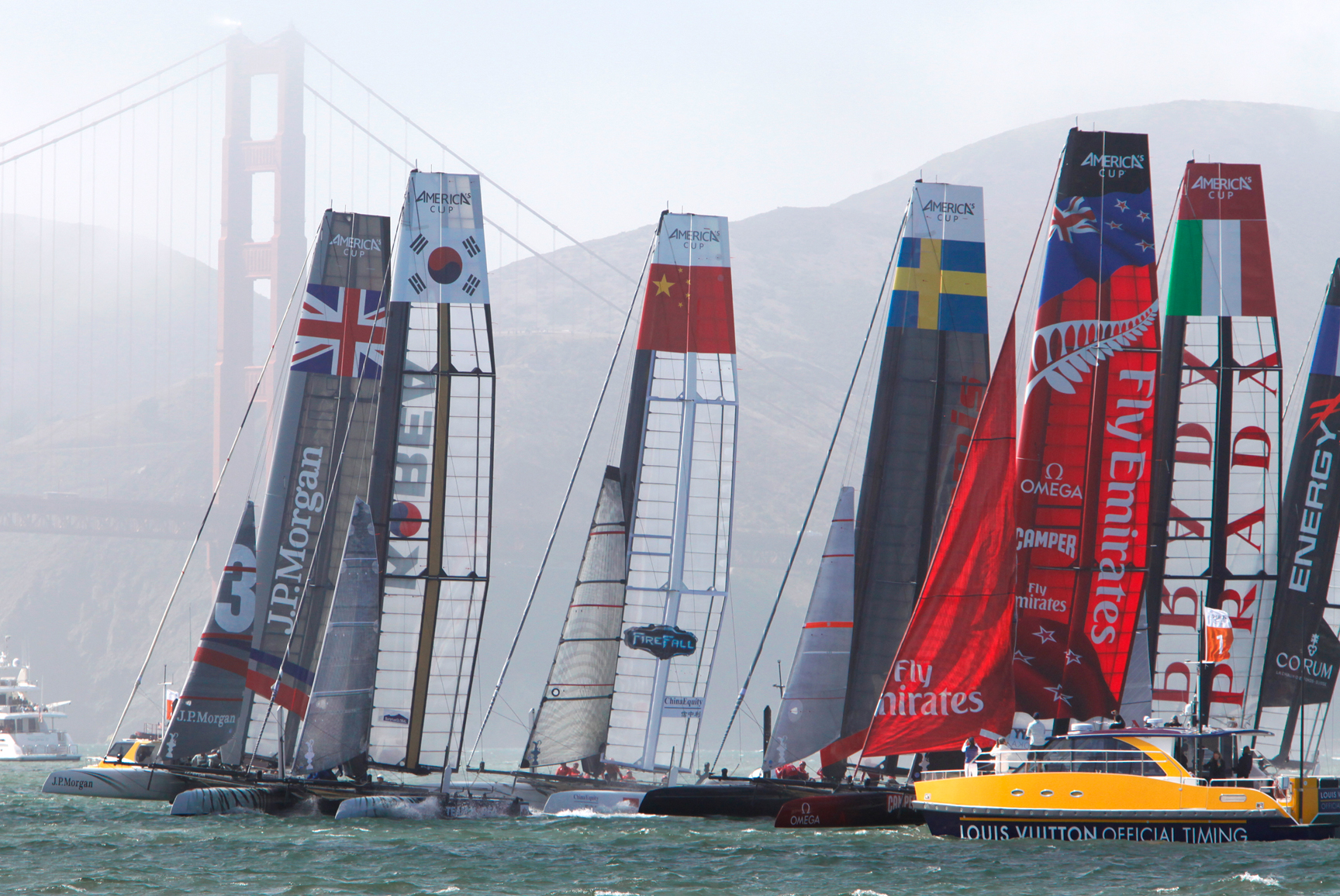
Катамарани AC45 в Сан-Франциско, США

AC45 (America's Cup 45) — клас вітрильних катамаранів, які, серед іншого, використовуються для тренування екіпажів для участі в Кубку Луї Віттона і Кубку Америки починаючи з 2013 року. Є зменшеною версією класу AC72, на яких проводяться змагання. Самі тренування проводяться як серія видовищних регат.

## Технічні характеристики
- Довжина: 13.45 м
- Ширина: 6,90 м
- Вага: 1290 — 1320 кг
- Максимальна осадка: 2,7 м
- Екіпаж: 5 + 1 гість